# Fontenay (Manche)
Fontenay is een plaats en voormalige gemeente in het Franse departement Manche in de regio Normandië en telt 292 inwoners (1999). De plaats maakt deel uit van het arrondissement Avranches.

## Geschiedenis
Fontenay maakte onderdeel uit van het kanton Mortain tot dat op 22 maart 2015 werd opgeheven en de gemeenten werden opgenomen in het op die dag gevormde kanton Le Mortainais. Op 1 januari 2016 fuseerde Fontenay met de gemeente Romagny tot de commune nouvelle Romagny Fontenay.

## Geografie
De oppervlakte van Fontenay bedraagt 6,9 km², de bevolkingsdichtheid is 42,3 inwoners per km².
De onderstaande kaart toont de ligging van Fontenay (Manche) met de belangrijkste infrastructuur en aangrenzende gemeenten.

## Demografie
Onderstaande figuur toont het verloop van het inwonertal (bron: INSEE-tellingen).